# Prix du Syndicat Français de la Critique/Bester französischer Film
Preisträger des vom Syndicat Français de la Critique de Cinéma et des Films de Télévision vergebenen Prix du Syndicat Français de la Critique in der Kategorie Bester französischer Film (französisch Meilleur film français). Die Auszeichnung wurde ursprünglich im Jahr 1947 zu Ehren des französischen Filmpioniers Georges Méliès als Prix Méliès eingeführt. Über die Vergabe entscheidet eine Jury bestehend aus Mitgliedern des Syndicat Français de la Critique de Cinéma et des Films de Télévision.
Am häufigsten wurden Werke von Alain Resnais ausgezeichnet (acht Siege), gefolgt von Éric Rohmer und François Truffaut (je fünf Erfolge).
| Jahr | Originaltitel                         | Deutscher Titel                                        | Regie                             |
| ---- | ------------------------------------- | ------------------------------------------------------ | --------------------------------- |
| 1947 | La bataille du rail                   | Schienenschlacht                                       | René Clément                      |
| 1948 | Le silence est d’or                   | Schweigen ist Gold                                     | René Clair                        |
| 1949 | Paris 1900                            | Paris 1900                                             | Nicole Vedrès                     |
| 1950 | Manon                                 | Manon                                                  | Henri-Georges Clouzot             |
| 1951 | Rendez-vous de juillet                | Jugend von heute                                       | Jacques Becker                    |
| 1952 | Journal d’un curé de campagne         | Tagebuch eines Landpfarrers                            | Robert Bresson                    |
| 1953 | Les belles de nuit                    | Die Schönen der Nacht                                  | René Clair                        |
| 1954 | Le salaire de la peur                 | Lohn der Angst                                         | Henri-Georges Clouzot             |
| 1955 | Le rouge et le noir                   | Rot und Schwarz                                        | Claude Autant-Lara                |
| 1956 | Du rififi chez les hommes             | Rififi                                                 | Jules Dassin                      |
| 1957 | Le monde du silence                   | Die schweigende Welt                                   | Jacques-Yves Cousteau Louis Malle |
| 1957 | Les grandes manœuvres                 | Das große Manöver                                      | René Clair                        |
| 1958 | La traversée de Paris                 | Zwei Mann, ein Schwein und die Nacht von Paris         | Claude Autant-Lara                |
| 1958 | Un condamné à mort s’est échappé      | Ein zum Tode Verurteilter ist entflohen                | Robert Bresson                    |
| 1959 | Mon oncle                             | Mein Onkel                                             | Jacques Tati                      |
| 1960 | Hiroshima mon amour                   | Hiroshima, mon amour                                   | Alain Resnais                     |
| 1960 | Les quatre cents coups                | Sie küßten und sie schlugen ihn                        | François Truffaut                 |
| 1961 | Le trou                               | Das Loch                                               | Jacques Becker                    |
| 1961 | À bout de souffle                     | Außer Atem                                             | Jean-Luc Godard                   |
| 1962 | L’année dernière à Marienbad          | Letztes Jahr in Marienbad                              | Alain Resnais                     |
| 1963 | Cléo de 5 à 7                         | Mittwoch zwischen 5 und 7                              | Agnès Varda                       |
| 1964 | Le procès                             | Der Prozeß                                             | Orson Welles                      |
| 1965 | Les parapluies de Cherbourg           | Die Regenschirme von Cherbourg                         | Jacques Demy                      |
| 1966 | La vieille dame indigne               | Die unwürdige Greisin                                  | René Allio                        |
| 1967 | La guerre est finie                   | Der Krieg ist vorbei                                   | Alain Resnais                     |
| 1967 | Au hasard Balthazar                   | Zum Beispiel Balthasar                                 | Robert Bresson                    |
| 1968 | Belle de jour                         | Belle de Jour – Schöne des Tages                       | Luis Buñuel                       |
| 1968 | Mouchette                             | Mouchette                                              | Robert Bresson                    |
| 1969 | Baisers volés                         | Geraubte Küsse                                         | François Truffaut                 |
| 1970 | Ma nuit chez Maud                     | Meine Nacht bei Maud                                   | Éric Rohmer                       |
| 1971 | L’enfant sauvage                      | Der Wolfsjunge                                         | François Truffaut                 |
| 1972 | Le genou de Claire                    | Claires Knie                                           | Éric Rohmer                       |
| 1973 | Le charme discret de la bourgeoisie   | Der diskrete Charme der Bourgeoisie                    | Luis Buñuel                       |
| 1974 | La nuit américaine                    | Die amerikanische Nacht                                | François Truffaut                 |
| 1975 | Lacombe Lucien                        | Lacombe, Lucien                                        | Louis Malle                       |
| 1976 | Que la fête commence                  | Wenn das Fest beginnt …                                | Bertrand Tavernier                |
| 1977 | L’histoire d’Adèle H.                 | Die Geschichte der Adèle H.                            | François Truffaut                 |
| 1978 | Providence                            | Providence                                             | Alain Resnais                     |
| 1979 | Le dossier 51                         | Ohne Datenschutz                                       | Michel Deville                    |
| 1980 | Perceval le Gallois                   | Perceval le Gallois                                    | Éric Rohmer                       |
| 1981 | Mon oncle d’Amérique                  | Mein Onkel aus Amerika                                 | Alain Resnais                     |
| 1982 | Coup de torchon                       | Der Saustall                                           | Bertrand Tavernier                |
| 1982 | Garde à vue                           | Das Verhör                                             | Claude Miller                     |
| 1983 | Une chambre en ville                  | Ein Zimmer in der Stadt                                | Jacques Demy                      |
| 1984 | Pauline à la plage                    | Pauline am Strand                                      | Éric Rohmer                       |
| 1985 | Les nuits de la pleine lune           | Vollmondnächte                                         | Éric Rohmer                       |
| 1986 | Péril en la demeure                   | Gefahr im Verzug                                       | Michel Deville                    |
| 1986 | Sans toit ni loi                      | Vogelfrei                                              | Agnès Varda                       |
| 1987 | Thérèse                               | Thérèse                                                | Alain Cavalier                    |
| 1988 | Au revoir les enfants                 | Auf Wiedersehen, Kinder                                | Louis Malle                       |
| 1989 | La petite voleuse                     | Die kleine Diebin                                      | Claude Miller                     |
| 1990 | Le mari de la coiffeuse               | Der Mann der Friseuse                                  | Patrice Leconte                   |
| 1991 | La discrète                           | Die Verschwiegene                                      | Christian Vincent                 |
| 1992 | La belle noiseuse                     | Die schöne Querulantin                                 | Jacques Rivette                   |
| 1993 | Un cœur en hiver                      | Ein Herz im Winter                                     | Claude Sautet                     |
| 1994 | Smoking / No Smoking                  | Smoking / No Smoking                                   | Alain Resnais                     |
| 1995 | Trois couleurs: Rouge                 | Drei Farben: Rot                                       | Krzysztof Kieślowski              |
| 1996 | Nelly et Mr. Arnaud                   | Nelly & Monsieur Arnaud                                | Claude Sautet                     |
| 1997 | Capitaine Conan                       | Hauptmann Conan und die Wölfe des Krieges              | Bertrand Tavernier                |
| 1998 | On connaît la chanson                 | Das Leben ist ein Chanson                              | Alain Resnais                     |
| 1999 | La vie rêvée des anges                | Liebe das Leben                                        | Erick Zonca                       |
| 2000 | La maladie de Sachs                   | Tagebuch eines Landarztes                              | Michel Deville                    |
| 2001 | Les glaneurs et la glaneuse           | Die Sammler und die Sammlerin                          | Agnès Varda                       |
| 2002 | Le fabuleux destin d’Amélie Poulain   | Die fabelhafte Welt der Amélie                         | Jean-Pierre Jeunet                |
| 2003 | Être et avoir                         | Sein und haben                                         | Nicolas Philibert                 |
| 2004 | Cavale Un couple épatant Après la vie | Cavale – Auf der Flucht Ein tolles Paar Nach dem Leben | Lucas Belvaux                     |
| 2005 | Rois et reine                         | Das Leben ist seltsam                                  | Arnaud Desplechin                 |
| 2006 | De battre mon cœur s’est arrêté       | Der wilde Schlag meines Herzens                        | Jacques Audiard                   |
| 2007 | Cœurs                                 | Herzen                                                 | Alain Resnais                     |
| 2008 | La graine et le mulet                 | Couscous mit Fisch                                     | Abdellatif Kechiche               |
| 2009 | Les plages d’Agnès                    | Die Strände von Agnès                                  | Agnès Varda                       |
| 2010 | Un prophète                           | Ein Prophet                                            | Jacques Audiard                   |
| 2011 | Des hommes et des dieux               | Von Menschen und Göttern                               | Xavier Beauvois                   |
| 2012 | L’exercice de l’état                  | Der Aufsteiger                                         | Pierre Schoeller                  |
| 2013 | Amour                                 | Liebe                                                  | Michael Haneke                    |
| 2014 | La vie d’Adèle – Chapitre 1 & 2       | Blau ist eine warme Farbe                              | Abdellatif Kechiche               |
| 2015 | Timbuktu                              | Timbuktu                                               | Abderrahmane Sissako              |
| 2016 | Fatima                                | nicht bekannt                                          | Philippe Faucon                   |
| 2017 | Elle                                  | Elle                                                   | Paul Verhoeven                    |